# DM51
DM51 (Handgranate Spreng/Splitter DM 51) — ручна оборонна-наступальна протипіхотна граната розробки німецької компанії Diehl Defence. Прийнята на озброєння Бундесверу в 1978 році.

## Опис
Гранати DM51 універсальні, можуть служити як наступальні, так і для оборони. Для зміни призначення гранати достатньо або від'єднати, або приєднати додатковий екран з уламками.
З додатковим екраном зона ураження уламками може сягати 100 м, а з від'єднаним екраном — 25 метрів.
Граната використовується із запалами DM82 і DM82A1B1. Їхньою особливістю є можливість зберігання гранати зі встановленим запалом за рахунок підвищення безпеки від випадкового підривання детонатора. Це забезпечено рознесенням детонатора і капсуль-детонатора запалу. 
Капсуль-запальник DM1024A1B1, сповільнювальний склад і капсуль-детонатор DM 1066В1 змонтовані в рухливій трубці, що утримується у верхньому положенні кільцем з плавкого припою. При горінні сповільнювального складу припій плавиться і збірка під дією гвинтової пружини опускається до упору капсуль-детонатора в детонатор DM 1034. Це забезпечує зведення запалу через 2,5 с після кидка. Після вигорання сповільнювального складу промінь вогню пропалює мембрану та ініціює капсуль-детонатор, який через детонатор ініціює підривання розривного заряду гранати.

## Варіанти
- DM51 — базова версія з запалом DM82
- DM51A1 — версія з поліпшеним запалом DM82A1B1
- DM51A3 — з поліпшеним зарядом
- DM58 — навчальна, блакитного кольору

## Тактико-технічні характеристики
- Габарити в оборонному варіанті:
  - Діаметр: 57 мм,
  - Довжина: 107 мм,
  - Маса: 430 г.

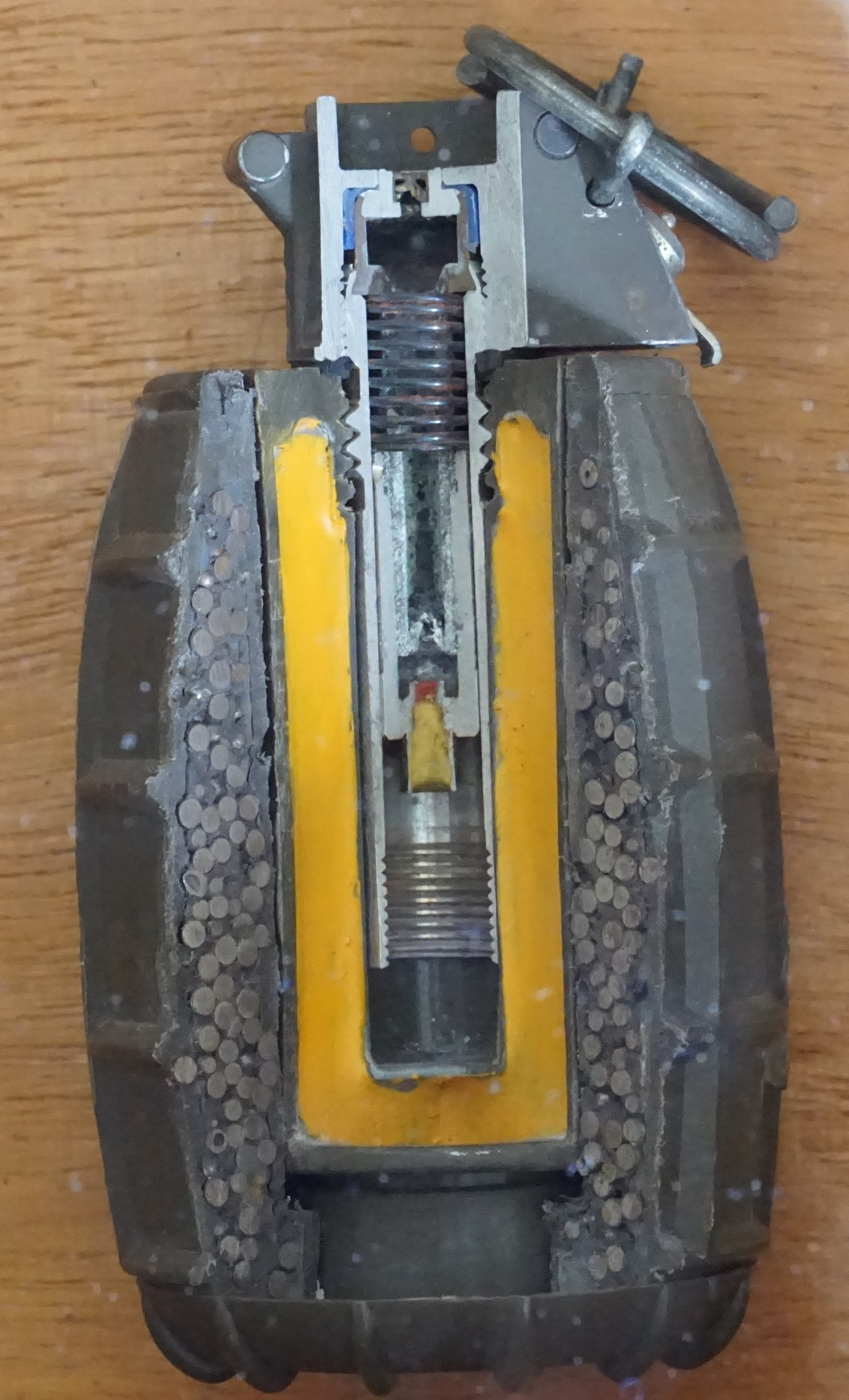
Граната в перерізі.

- Габарити в наступальному варіанті:
  - Діаметр: 33,5 мм,
  - Довжина: 100 мм,
  - Маса: 154 г
- Вибухова речовина: ТЕН, 60 г
- Готових уламків в оборонному варіанті: 6500 сталевих кульок діаметром 2-2.3 мм

## Оператори

### Пешмерга
31 серпня 2014 року Федеральний уряд Німеччини ухвалив рішення надати бійцям Пешмерга озброєння для боротьби з бойовиками ІДІЛ. Частина озброєнь, переданих протягом 25 вересня 2014 та 4 листопада 2014 містили десять тисяч ручних гранат DM51.
У відповідь на запит партії Ліві уряд повідомив, що вартість однієї гранати (код GV30) дорівнює близько 34 євро.

### Україна
Українські військові отримали гранати DM51A2 як міжнародну технічну допомогу від союзників для відбиття російської агресії.